# Barahirov prsten
Prsten koji je vilenjački knez Finrod Felagund poklonio Barahiru u znak zahvalnosti što mu je u Dagor Bragollachu, Bitci iznenadnog plamena, spasio život. Prsten je znak vječnog prijateljstva između Finroda i Barahirove kuće. Barahirovu ruku su odsjekli orci koji su ga ubili. Barahirov sin Beren je osvetivši oca uzeo ruku s prstenom i pokopao je uz očevo tijelo, ali je prsten zadržao i nosio.
| „                                                                                               | Smrt mi možete udijeliti, bila ona zaslužena ili nezaslužena, ali nametnuti imena poput niskorodog, uhode ili sužnja, odbijam od vas primiti. Tako mi Felagundova prstena koji je dao Barahiru, mojemu ocu, na Sjevernom bojištu, moja kuća nije zaslužila takvih imena ni od vilenjaka, bio on kralj ili ne. Njegove riječi bijahu ponosite i svi se pogledi svrnuše k prstenu; jer on ga u tom času podiže uvis, a na njemu su svjetlucali zeleni dragulji koje su Noldori načinili u Valinoru. Ovaj prsten, naime, bijaše nalik na dvije guje čije su oči bile smaragdi, a glave se susretale pod krunom od zelenih cvjetova, koju je jedna pridržavala, a druga proždirala; to je bio grb Finarfina i njegove kuće. | ” |
| — Tolkien, J.R.R.Silmarillion, 1. izd., Algoritam, Zagreb, 2001., ISBN 953-6166-84-4, str. 180. | |   |

Beren je prsten upotrebio kao znak kad je kasnije u potrazi za Silmarilima tražio pomoć od Finroda.
Prsten je kasnije bio obiteljsko naslijeđe i predavan je od Berena sve do Diora, zatim njegovoj kćeri Elwing i njenom sinu Elrosu, koji ga je tijekom Drugog doba donio u Númenor. U Númenoru je prsten prelazio iz ruke u ruku kraljeva sve dok ga Tar-Elendil nije dao svojoj najstarijoj kćeri Silmariën, kojoj nije dopušteno naslijediti ga na prijestolju. Ona je prsten predala svom sinu, prvom Knezu Andúnië, Valandilu. Dalje je prelazio sljedećim Knezovima Andúnië sve do zadnjega Amandila, Elendilova oca, te je tako izbjegao propast Númenora.
Tijekom Trećeg doba prsten je i dalje prelazio izravno od jednog do drugog kralja, od Elendila pa sve do Isildura, a zatim kraljevima Arthedaina. Posljednji kralj Arthedaina, Arvedui, prsten je predao Lossothima iz Forochela, u znak zahvalnosti za pomoć koju je primio od njih. Kasnije su sjevernjačke poglavice Dúnedaina otkupile prsten i čuvale ga u Rivendellu.
Naposljetku ga je Elrond predao Arathornovu sinu Aragornu skupa s krhotinama Narsila kad mu je objasnio njegovo pravo porijeklo. Aragorn je 2980. godine Trećeg doba prsten u Lothlórienu u znak zaruka dao Arwen Undómiel.
O sudbini prstena u Četvrtom dobu ne zna se ništa pouzdano, ali je najvjerojatnije ili ostao u posjedu kraljeva Gondora i Arnora, ili ga je Arwen odnijela sa sobom u grob na Cerin Amrothu.
Izradio ga je Finrod u Valinoru prije Progonstva Noldora što ga čini jednim od najstarijih predmeta u Međuzemlju, ako ne i najstarijim.
Prsten se može vidjeti u filmu Petera Jacksona na Aragornovoj ruci kad Gujoslovu neuspješno nudi ruku na pomirenje. U produljenoj inačici filma prsten je pobliže opisan, a Saruman po njemu, iz Grimina kazivanja, prepoznaje Aragorna. Prsten je opisan kao: "Dvije guje smaragdnih očiju. Jedna podržava cvjetnu krunu dok je druga proždire."